# Pempheris affinis
Pempheris affinis är en fiskart som beskrevs av Mcculloch, 1911. Pempheris affinis ingår i släktet Pempheris och familjen Pempheridae. Inga underarter finns listade i Catalogue of Life.